# Židovský hřbitov ve Stříteži
Židovský hřbitov ve Stříteži leží na jihozápad od obce v remízku mezi zemědělským družstvem a Zámeckým rybníkem. Je chráněn jako kulturní památka České republiky.
Ve zhruba čtvercovém areálu se nalézá přes padesát náhrobních kamenů s nejstarším z roku 1834. V severozápadním rohu stála obřadní síň.
V obci bývala i židovská čtvrť (dnešní č.p. 37, 38, 39 a 43).

## Odkazy

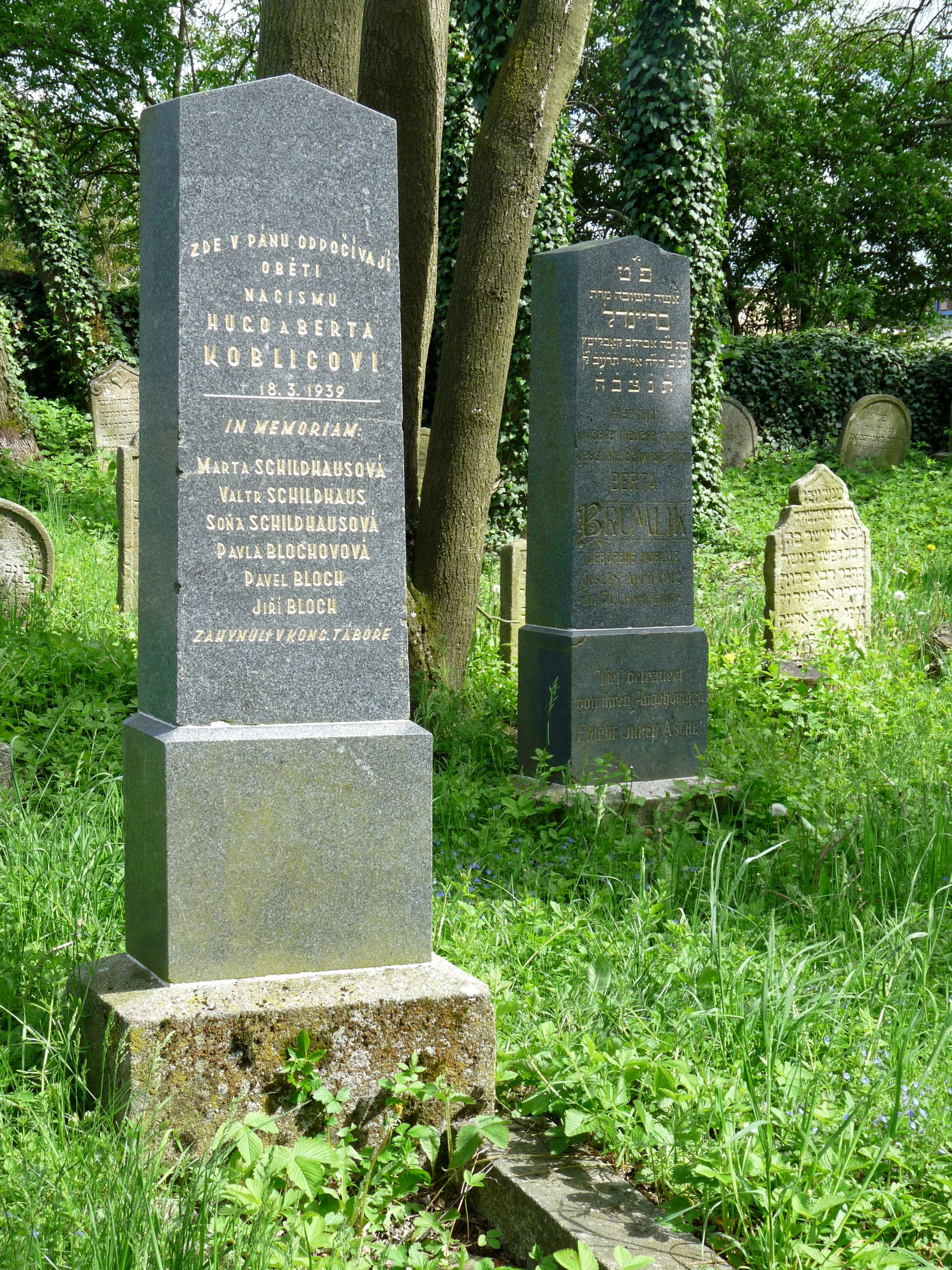
Hrob Huga a Berty Koblicových